# Romano Guardini
Romano Guardini (17. února 1885 Verona – 1. října 1968 Mnichov) byl německý katolický teolog, filosof a kulturní historik italského původu

## Život
Po dvou semestrech studia chemie v Tübingenu a třech semestrech ekonomie v Mnichově a Berlíně se Romano Guardini rozhodl stát se katolickým knězem. Spolu se svým přítelem Karlem Neundörferem začal již v této době vytvářet vlastní nauku o rozporu. Svá teologická studia absolvoval ve Freiburgu im Breisgau a Tübingen. Roku 1910 byl vysvěcen v Mohuči na kněze a nakrátko působil v pastoraci. Poté se vrátil do Freiburgu, kde promoval u Engelberta Krebse; doktorský titul získal roku 1915 prací o Bonaventurovi, o sedm let později v Bonnu habilitoval opět prací o Bonaventurovi; během této doby pastoračně působil mezi studenty.
Roku 1923 získal katedru filozofie náboženství a katolického světového názoru v Berlíně, kde zůstal až do roku 1939, kdy musel kvůli nacistické vládě odejít. Po roce 1945 přednášel v Tübingen, od roku 1948 v Mnichově. Toto své učitelské působení zakončil roku 1962. Zbytek svého života byl dosti nemocný a neúčastnil se tak ani práce v liturgické komisi Druhého vatikánského koncilu.

## Význam Guardiniho díla
Guardiniho osoba je spjata s hnutím mládeže po 1. světové válce. Práce v prostředí mladých studentů dala vzejít Guardiniho originálnímu znovuobjevení smyslu pro znamení a symboly, které měly dalekosáhlý vliv na vývoj katolické liturgiky a liturgie ve 20. století. Obnova katolické liturgie a její centralita kolem slavení eucharistie je z velké části právě spojena s Guardiniho osobou.
V meziválečném období Guardini studuje klíčové osobnosti filozofie náboženství a evropské kultury; Guardini je autorem interpretací, v nichž se snaží vyložit významná díla evropských myslitelů (zejm. Platón, Augustinus, Bonaventura, Dante, Pascal, Kierkegaard, Rilke, Hölderlin, Dostojevskij).
Především se však Guardini řadí k nejvýznamnějším představitelům katolictví 20. století, především v oblastech liturgie, filozofie náboženství, pedagogiky a ekumenismu.
Od roku 1970 se uděluje cena („za vynikající zásluhy o interpretaci naší doby“), která nese jméno Romana Guardiniho. Mezi významné držitele patří např. fyzik a nositel Nobelovy ceny Werner Heisenberg, německý prezident Weizsäcker, teologové Karl Rahner a Hans Urs von Balthasar, skladatelé Carl Orff a Krzysztof Penderecki, polský ministr zahraničí Bartoszewski, vídeňský kardinál Franz König. V roce 2010 obdržel cenu prof. Tomáš Halík, jako vůbec první Čech v historii.

## Dílo
- Vom Geist der Liturgie (1918)
- Die Lehre des heiligen Bonaventura über die Erlösung (1921)
- Briefe über Selbstbildung (1921–1922; Matthias-Grünewald-Verlag in Mainz, 1930). 315 S.
- Vom Sinn der Kirche (1922)
- Der Gegensatz, Versuche zu einer Philosophie des Lebendig-Konkreten (1925)
- Der Ausgangspunkt der Denkbewegung Søren Kierkegaards (1927) ISBN 3-7867-1073-2
- Das Gute, das Gewissen und die Sammlung (1929)
- Der Mensch und der Glaube, Versuch über die religiöse Existenz in Dostojewskis großen Romanen (1933)
- Die Bekehrung des hl. Augustinus (1935)
- Christliches Bewusstsein, Versuche über Pascal (1935)
- Die Engel in Dantes Göttlicher Komödie (1937)
- Der Herr, Betrachtungen über die Person und das Leben Jesu Christi (1937)
- Hölderlin, Weltbild und Frömmigkeit (1939)
- Zu Rainer Maria Rilkes Deutung des Daseins (1941)
- Der Tod des Sokrates (1943)
- Freiheit, Gnade, Schicksal (1948)
- Das Ende der Neuzeit (1950)
- Die Macht (1951)
- Religion und Offenbarung (1958)
- Unterscheidung des Christlichen, Ges. Studien 1923–63
- Tugenden, Meditationen und Gestalten des sittlichen Lebens (1963)
- Stationen und Rückblicke (1965)
- Sorge um den Menschen, 2 Bände (1962–66)
- Liturgie und liturgische Bildung (1966)

### Česká vydání děl
- O posvátných znameních (Stará Říše 1925, Řím 1969, Praha 1992)
- Těžkomyslnost a její smysl (Stará Říše 1932, Olomouc 1995)
- Křížová cesta našeho Pána a Spasitele (Stará Říše 1938)
- O živém Bohu (Stará Říše 1939, Praha 2002)
- O modlitbě (Praha 1970, 1991, 1992, 2006)
- Modlitba Páně (Řím 1967, Kostelní Vydří 2000)
- O posledních věcech (Řím 1972)
- Matka Páně (Řím 1974)
- Růženec (Řím 1981, Kostelní Vydří 2001)
- Konec novověku (Praha 1992)
- O duchu liturgie (Praha 1993)
- Životní období (Praha 1997)
- Andělé. Teologické úvahy (Kostelní Vydří 1998)
- Křesťanské vědomí. Studie o Pascalovi (zkrácené vydání, Brno 1998)
- Dobro, svědomí a soustřeďování (Praha 1999)
- Myslet jeho myšlenkami - výbor z díla 1916-1921 (Kostelní Vydří 2004)
- Svět a osoba (Svitavy 2005)
- O podstatě uměleckého díla (Praha 2009)
- Ctnosti (Praha 2015)
- Pán. Úvahy o osobě a životě Ježíše Krista (Praha 2021)
- Živý duch (Praha 2023)